# Dawn Faith
Dawn Faith Mackay Mlotshwa née le 16 janvier 1982 est activiste sociale, musicienne et animatrice  sud-africaine.

## Biographie
Dawn est née à KwaMashu dans l'actuel KwaZulu-Natal en  Afrique du Sud. Son goût pour la musique naît au côté de sa grande-mère . Sa carrière musicale commence en 2008 où elle collabore avec des artistes du milieu sud-africain comme  Loyiso Bala et Zakes Bantwini.  En 2009, elle déménage en Australie et se consacre à l'autonomisation de jeunes défavorisés et d'immigrants récents .
En 2016, Dawn crée MYZIZI Productions, une société de production télévisée en mémoire de sa fille Zinhle (Zizi) Grace, née environ quatre mois avant terme et décédée à l’âge de trois mois à Melbourne, en Australie .
En 2017 ,après la naissance prématurée et la mort de sa fille, Dawn fonde Deep & Meaningful, le talk-show, une télévision dans le but de  produire des conversations profondes et significatives avec des femmes éminentes .

### Vie privée
Dawn est mariée à Nic Mackay. Ils ont un enfant, Lwandle .

## Ouvrages
- (en) Dawn Faith, Dear God : the true story of how a young woman kept her faith through the darkest season of her life, South Africa, MYZIZI, Johannesburg, 2016, 145 p. (ISBN 9781684191338, présentation en ligne)

## Discographie
- Audience of One sorti en 2015;
- Messed Up Heart  sorti en 2014;
- Black Harmony  sorti en 2013[5] .